# Hildebrandshausen
Hildebrandshausen – dzielnica gminy Südeichsfeld w Niemczech, w kraju związkowym Turyngia, w powiecie Unstrut-Hainich.
Do 30 listopada 2011 była to gmina należąca do wspólnoty administracyjnej Hildebrandshausen/Lengenfeld unterm Stein.